# Andre Ngoulou
Andre Ngoulou (12. veljače 1994.) je rukometaš iz Demokratske Republike Kongo. Nastupa za francuski klub AC Boulogne-Billancourt i rukometnu reprezentaciju Demokratske Republike Kongo.
Natjecao se na Svjetskom prvenstvu u Egiptu 2021., gdje je reprezentacija DR Konga završila na 28. mjestu.